# Sheila Young
Sheila Grace Young, po mężu Ochowicz (ur. 14 października 1950 w Birmingham) – amerykańska łyżwiarka szybka i kolarka torowa. Trzykrotna medalistka olimpijska, pięciokrotna medalistka mistrzostw świata w łyżwiarstwie oraz sześciokrotna medalistka mistrzostw świata w kolarstwie.

## Kariera

### Łyżwiarstwo szybkie
Specjalizowała się w dystansach sprinterskich, choć sukcesy odnosiła także w wieloboju. W połowie lat 70. należała do ścisłej światowej czołówki. W 1972 roku wzięła udział w igrzyskach olimpijskich w Sapporo, gdzie jej najlepszym wynikiem było czwarte miejsce w biegu na 500 m. W walce o medal lepsza okazała się Ludmiła Titowa z ZSRR. Na rozgrywanych rok później mistrzostwach świata w wieloboju sprinterskim w Oslo zdobyła złoty medal, wyprzedzając bezpośrednio Holenderkę Atje Keulen-Deelstrę i Monikę Pflug z RFN. Wynik ten powtórzyła na mistrzostwach świata Göteborgu w 1975 roku oraz mistrzostwach świata w Berlinie w 1976 roku. W międzyczasie zdobyła brązowy medal na wielobojowych mistrzostwach świata w Assen, przegrywając tylko z Karin Kessow z NRD i Tatjaną Awieriną z ZSRR. Brązowy medal zdobyła również podczas wielobojowych mistrzostw świata w Gjøvik w 1976 roku, plasując się za Kanadyjką Sylvią Burką i Tatjaną Awieriną. W tym samym roku wystąpiła na igrzyskach olimpijskich w Innsbrucku, zdobywając trzy medale. W biegu na 500 m zwyciężyła, ustanawiając jednocześnie nowy rekord olimpijski. Dwa dni później była trzecia za Tatjaną Awieriną i swą rodaczką Leah Poulos w biegu na 1000 m. Ponadto na dystansie 1500 m była druga, rozdzielając na podium dwie reprezentantki ZSRR: Galinę Stiepanską i Tatjanę Awieriną. Były to ostatnie medale wywalczone przez Young na międzynarodowej imprezie.
Pięciokrotnie ustanawiała rekordy świata.

### Kolarstwo
Odnosiła również sukcesy w kolarstwie torowym. Pierwszy sukces w tej dyscyplinie odniosła w 1972 roku, zdobywając brązowy medal w sprincie indywidualnym podczas mistrzostw świata w Marsylii. W zawodach tych wyprzedziły ją tylko Galina Jermołajewa z ZSRR oraz Wilhelmina Brinkhof z Holandii. W tej konkurencji Young zdobyła jeszcze pięć medali: złote na MŚ w San Sebastián (1973), MŚ w Lecce (1976) i MŚ w Brnie (1981), srebrny podczas MŚ w Leicester (1982) oraz brązowy na MŚ w Liège (1975). W sprincie indywidualnym zdobyła ponadto pięć tytułów mistrzyni Stanów Zjednoczonych w latach 1971, 1973, 1976, 1981 i 1982. Nigdy nie brała udziału w letnich igrzyskach olimpijskich.

## Życie prywatne
Pod koniec lat 70. wyszła za mąż za kolarza, Jima Ochowicza. Mają razem troje dzieci: Alexa, Elli i Kate. Jej córka Elli Ochowicz oraz jej szwagierka Connie Paraskevin również uprawiały łyżwiarstwo szybkie, a jej brat Roger Young był kolarzem.